# Samir Nurković
Samir Nurković (in serbo Самир Нурковић?; Tutin, 13 giugno 1992) è un calciatore serbo, attaccante del Siwelele.

## Carriera
Ha giocato nella prima divisione dei campionati slovacco e sudafricano.